# کلان‌شهر مستقل
کلان‌شهر مستقل (انگلیسی: Metropolitan borough) یکی از تقسیمات کشوری انگلستان است که زیرمجموعه Metropolitan county محسوب می‌شود.

## شهرستان‌ها و بخش‌ها
| Metropolitan county  | کلان‌شهر مستقل                                                                    |
| -------------------- | -------------------------------------------------------------------------------- |
| منچستر بزرگ          | منچستر، سالفورد، بولتون، بری، اولدهام، روچدیل، استکپورت، تیمساید، ترافورد، ویگان |
| مرزیساید             | لیورپول، نوزلی، سنت هلنز، سفتون، ویرال                                           |
| یورک‌شر جنوبی         | شفیلد، بارنزلی، دانکستر، راترهام                                                 |
| تاین و ور            | نیوکاسل، شهر ساندرلند، گیتس‌هد، تاینساید جنوبی، تاینساید شمالی                    |
| شهرستان میدلندز غربی | بیرمنگام، کاونتری، ولورهمپتون، دادلی، ساندول، سولیهال، والسال                    |
| یورک‌شر غربی          | سیتی لیدز، سیتی بردفورد، سیتی ویکفیلد، کالدردیل، کیرکلیس                         |